# Театинці
Теати́нці, теати́ни (лат. Ordo Clericorum Regularium vulgo Theatinorum, Конгрегація регулярних кліриків Божественного Провидіння, скорочено C.R.) — чоловічий священничий орден Римо-католицької церкви, заснований святим Каетаном Тієнським.

## Історія
Засновник ордена Каетан Тієнський (італ. Gaetano di Thiene) народився у 1480 році у Віченці. Після рукопокладання у 1516 році заснував невелику общину священиків для спільної молитви і роздумів, а також для підготовки проповідників. Головною метою цієї общини була боротьба з єресями мирними засобами. Згромадження стало відоме в Італії під назвою «Ораторія божественної любові».
Новий поштовх рух отримав після знайомства святого Каетана з єпископом Театинським Джованні Петро Карафою, майбутнім папою римським Павлом IV. Ідея Каетана Тієнського полягала у тому, щоб заснувати орден для регулярних священиків, котрі б не приймали традиційних чернечих обітниць. При входженні до ордену вони давали обітниці бідності, цнотливості й слухняності, однак не йшли від світу, а продовжували виконувати обов'язки парафіяльних священиків.
Орден був заснований у 1524 році, а у 1540 було затверджено його статут. Офіційно нове згромадження називалось «Конгрегація регулярних кліриків Божественного провидіння», однак неофіційно їх називали «театинцями», через те, що одним із засновників був єпископ театинський Карафа. Головними завданнями ордену були боротьба з єресями і заклик священничества до оновлення життя. Місіонерська активність театинців простягалась майже на усю Європу, а пізніше на Америку, Персію і Кавказ. Найбільшого розквіту орден досяг у XVII столітті. В Україні орден театинців був присутній у Львові (1738—1785) і Городенці.

## Сучасність
У 2004 році до ордену належало 115 священників із 33 парафії.